# Viervlekwielwebspin
De viervlekwielwebspin (Araneus quadratus) is een spin uit de familie van de wielwebspinnen (Araneidae). De wetenschappelijke naam van de soort werd in 1758 gepubliceerd door Carl Alexander Clerck.
De kleuren kunnen verschillen van roodbruin tot geelgroen, maar toch is de spin makkelijk te herkennen. Er bevinden zich namelijk vier grote witte vlekken op de rug van de spin en de poten zijn gestreept.
Meestal zit de spin in het midden van zijn wielweb te wachten op een prooi. Het web bevindt zich vaak laag bij de grond in grasland.
Het vrouwtje kan een lengte bereiken van 14 tot 20,5 millimeter; het mannetje wordt 7 tot 11 millimeter. De spin komt voor in een groot deel van het Palearctisch gebied.